# Zetomimus polpaicoensis
Zetomimus polpaicoensis är en kvalsterart som först beskrevs av Hammer 1962.  Zetomimus polpaicoensis ingår i släktet Zetomimus och familjen Ceratozetidae. Inga underarter finns listade i Catalogue of Life.